# Uzbequistão nos Jogos Olímpicos de Inverno de 2006
O Uzbequistão mandou 4 competidores para os Jogos Olímpicos de Inverno de 2006, em Turim, na Itália. A delegação não conquistou nenhuma medalha.

## Desempenho

### Esqui alpino
| Atletas        | Evento           | Final      | Final      | Final      | Final   | Final |
| Atletas        | Evento           | 1ª Corrida | 2ª Corrida | 3ª Corrida | Total   | Pos.  |
| -------------- | ---------------- | ---------- | ---------- | ---------- | ------- | ----- |
| Kayrat Ernetov | Slalom masculino | 1:13.19    | 1:07.69    |            | 2:20.88 | 46    |

### Patinação artística
| Atleta                       | Evento              | Programa curto | Programa curto | Programa longo | Programa longo | Total       | Total       |
| Atleta                       | Evento              | Pontos         | Pos.           | Pontos         | Pos.           | Pontos      | Pos.        |
| ---------------------------- | ------------------- | -------------- | -------------- | -------------- | -------------- | ----------- | ----------- |
| Anastasia Gimazetdinova      | Individual feminino | 38.44          | 29             | Não avançou    | Não avançou    | Não avançou | Não avançou |
| Marina Aganina Artem Knyazev | Duplas              | 44.02          | 15             | 75.53          | 17             | 119.55      | 16          |

Legenda
| Recorde mundial      | Recorde mundial (World record)               |                       | Recorde africano                      | Recorde africano (African) |                                           | Q | Classificado por posição (Qualified) |
| Recorde olímpico     | Recorde olímpico (Olympic record)            | Recorde da América    | Recorde da América (Americas)         | q                          | Classificado por melhor tempo (Qualified) |   |                                      |
| Melhor marca do ano  | Melhor marca do ano (World leading)          | Recorde asiático      | Recorde asiático (Asian)              | DNS                        | Não largou (Did not start)                |   |                                      |
| Recorde nacional     | Recorde nacional (National record)           | Recorde europeu       | Recorde europeu (European)            | DNF                        | Não terminou (Did not finish)             |   |                                      |
| Recorde pessoal      | Recorde pessoal do atleta (Personal best)    | Recorde da Oceania    | Recorde da Oceania (Oceania)          | DSQ / DQ                   | Desclassificado (Disqualified)            |   |                                      |
| Recorde da temporada | Recorde da temporada do atleta (Season best) | Recorde sul-americano | Recorde sul-americano (South America) | NM                         | Sem marca (No mark)                       |   |                                      |